# Алмиранти-Тамандаре
Алмиранти-Тамандаре (порт. Almirante Tamandaré) — муниципалитет в Бразилии, входит в штат Парана. Составная часть мезорегиона Агломерация Куритиба. Находится в составе крупной городской агломерации Агломерация Куритиба. Входит в экономико-статистический микрорегион Куритиба. Население составляет 113 589 человек на 2006 год. Занимает площадь 195,145 км². Плотность населения — 582,1 чел./км².

## История
Город основан 6 ноября 1947 года.

## Статистика
- Валовой внутренний продукт на 2004 год составляет 461 367 378,00 реалов (данные: Бразильский институт географии и статистики).
- Валовой внутренний продукт на душу населения на 2004 год составляет 4359,00 реалов (данные: Бразильский институт географии и статистики).
- Индекс развития человеческого потенциала на 2000 год составляет 0,728 (данные: Программа развития ООН).

## География
Климат местности: субтропический.